# Limitations de vitesse en Bosnie-Herzégovine
 (mai 2009).
Si vous disposez d'ouvrages ou d'articles de référence ou si vous connaissez des sites web de qualité traitant du thème abordé ici, merci de compléter l'article en donnant les références utiles à sa vérifiabilité et en les liant à la section « Notes et références ».

Limitations de vitesse en Bosnie-Herzégovine

En Bosnie-Herzégovine (abréviation officielle: BIH - pour "Bosna i Hercegovina"), la vitesse est limitée à :
- 60 km/h en ville ou en agglomération (mais souvent limité à 50 km/h)
- 80 km/h hors agglomération
- 100 km/h sur voie rapide
- 130 km/h sur autoroute